# Regno dei Mauri e dei Romani
Il Regno dei Mauri e dei Romani (in latino Regnum Maurorum et Romanorum), oppure Regno Mauro-Romano, è stato un regno berbero cristiano che controllava gran parte dell'antica provincia romana della Mauritania Caesariensis, situata nell'attuale Algeria settentrionale. Il regno fu fondato nel V secolo quando il controllo romano sulla provincia si indebolì e le risorse imperiali dovettero essere utilizzate altrove, in particolare nella difesa della stessa penisola italiana dall'invasione delle tribù germaniche.
I sovrani del regno dei Mauri e dei Romani entrarono in conflitto con il vicino regno dei Vandali, istituito in seguito alla conquista vandalica del Nordafrica. Durante la riconquista romana di Cartagine, il re Masuna si alleò con l'Impero romano d'Oriente, aiutandolo durante le imprese belliche.
L'alleanza terminò quando il re Garmul invase la prefettura del pretorio d'Africa, nel tentativo di conquistare i territori romani dell'Africa. La sconfitta di Garmul nel 578 portò alla dissoluzione del regno Mauro-Romano, i cui territori furono frammentati e, alcuni, reincorporati nell'Impero Romano.
I vari territori fuggiti alla conquista romana si riorganizzarono in piccoli regni, come il regno di Altava. Questi rimasero indipendenti fino alla conquista omayyade del Nordafrica tra la fine del VII e l'inizio dell'VIII secolo.

## Storia

### Antefatti

La provincia della Mauretania Caesariensis all'interno dell'Impero Romano.

La Mauretania e la Numidia occidentale, precedentemente facenti parti di un unico regno cliente romano, furono annesse nell'Impero Romano nel 40 d. C. e divise in due province: la Mauretania Tingitana (in latino Mauritania Tingitana) e la Mauretania Cesariense (in latino Mauritania Caesariensis), con il confine segnato dal fiume Muluia.
Anche se le due provincie non erano presidiate come quelle, costantemente sotto attacco, che fronteggiavano la Germania Magna o la Persia esse, insieme a tutte le altre province africane, costituivano un'importante risorsa economica per l'Impero. Furono pertanto costruite strutture difensive lungo i confini, come il Fossatum Africae: 750km difesi da fossati, muri in pietra e fortificazioni. Il Fossatum fu utilizzato fino alla conquista vandala della provincia d'Africa. Anche la Mauritania disponeva delle proprie strutture difensive: il Limes Mauretaniae.
Durante la crisi del III secolo, le tribù nomadi berbere iniziarono ad attaccare e ad occupare gli insediamenti romani posti lungo il confine delle province della Mauretania Tingitana e Cesariense. L'imperatore d'occidente Massimiano, considerando le incursioni come un pericolo alla stabilità dell'impero, fu coinvolto personalmente nel conflitto che seguì. Le tribù berbere che avevano invaso le zone confinarie subirono una prima sconfitta nel 289 per mano del governatore della Cesariense, ma nel 296 fecero nuovamente irruzione nel territorio romano. Nello stesso anno, l'imperatore Massimiano organizzò un esercito composto da coorti pretoriane, legionari aquileiesi, egiziani e danubiani, ausiliari gallici e germanici e reclute tracie, avanzando attraverso la Spagna durante l'autunno. L'imperatore potrebbe aver difeso la regione contro le incursioni dei berberi prima di attraversare lo Stretto di Gibilterra per proteggere l'area dai pirati franchi.
L'offensiva vera e propria incominciò solamente l'anno successivo, nel 297, quando l'imperatore Massiminiano cacciò e inseguì le tre tribù invaditrici anche oltre i confini dell'Impero per evitare che sulle montagne dell'Atlante potessero riorganizzarsi e continuare ad attaccare le città romane. La campagna militare si concluse solamente nel 298, quando l'imperatore riuscì a ricacciare le tribù nel deserto del Sahara, uccidendo nell'impresa quanti più berberi possibili e devastando i vari territori nemici che incontrava. Il 10 marzo dello stesso anno egli fece un ingresso trionfale a Cartagine, con il popolo che lo salutò come redditor lucis aeternae (cioè "restauratore della luce eterna").

#### Fondazione
Il V secolo vide la caduta dell'Impero Romano d'Occidente. I territori della Mauretania erano già sotto il controllo berbero dal IV secolo, con il potere romano esercitato solamente nelle città costiere come Septem (la moderna Ceuta) nella Mauretania Tingitania e Cesarea in Mauretania Cesariense. I governanti berberi mantennero comunque parte della cultura romana e spesso riconoscevano nominalmente la sovranità degli imperatori romani.
Poiché le incursioni barbariche divennero sempre più comuni anche in province precedentemente sicure come l'Italia, l'esercito dovette occuparsi di difendere i territori settentrionali dell'Impero. Anche la frontiera verso la Germania, segnata dal fiume Reno, rimase indifesa quando l'esercito visigoto comandato da Alarico invase l'Italia. Diverse tribù germaniche, come i Vandali, gli Alani e i Suebi, attraversarono di conseguenza il Reno nel 406 d.C. ed entrarono in Gallia.
Nel 423 i berberi che abitavano la Mauritania e la Numidia si ribellarono; il comes Bonifacio riuscì 4 anni dopo a sopprimere la rivolta. Nel 429, tuttavia, i Vandali e gli Alani guidati da Genserico invasero la Mauritania passando dalla Spagna. Gli invasori riuscirono ad ottenere il supporto dei berberi e, dieci anni dopo, nel 439 i romani dovettero abbandonare le province d'Africa.
In Mauritania, i capi delle tribù berbere erano da molto tempo integrati nell'impero romano, avendo lo stato di foederati. Quando il controllo romano sparì, questi capi tribù fondarono diversi regni di cultura berbera e romana. Proprio la romanizzazione avvenuta nelle regioni di confine, conferì a questi capi berberi tecniche nella gestione di popolazioni miste, composte sia da romani d'Africa che da berberi. Il regno mauro-romano, a differenza del regno dei Vandali, si estendeva oltre i confini classici dell'impero romano, e comprese territori africani mai governati da Roma.
Secondo lo storico bizantino Procopio, i Mauri iniziarono ad espandersi e a consolidare veramente il loro potere soltanto dopo la morte del re vandalo Genserico nel 477 d.C. Essi riuscirono a vincere importanti battaglie contro i Vandali e poterono governare in pieno l'ex provincia di Mauritania. Quando il re Unnerico succedette al trono vandalo, egli cercò di convertire le popolazioni africane all'arianesimo, ma questo tentativo scatenò sparse ribellioni che portarono anche alla fondazione del regno dell'Aurès sulla catena omonima.

### Re dei Mauri e dei Romani
Uno dei sovrani berberi della Mauretania, Masuna, si incoronò Rex gentium Maurorum et Romanorum, cioè "Re dei popoli romani e mauri". Masuna è noto soltanto per un'iscrizione su una fortificazione della città di Altava datata al 508, e i suoi possedimenti erano limitati alla città, resa capitale del nuovo regno, a Castra Severiana e a Safar. Castra Severiana era sede della diocesi omonima della Chiesa cattolica; la presenza del vescovo avrebbe perciò reso importante il controllo della città.

L'iscrizione recita:
 I tre funzionari nominati sono Masgiven (prefetto di Safar), Lidir (procuratore di Castra Severiana) e Massimo (procuratore di Altava). La data, 469, è la data di fondazione della provincia e corrisponderebbe al 508 d.C.
I centri amministrativi del regno erano divisi tra due popolazioni distinte: i romani d'Africa si trovavano nelle città costiere e i berberi insieme ai mori erano sul confine della provincia romana. Le città a maggioranza romana erano guidate da governatori designati direttamente dal re Masuna, mentre le tribù berbere e more si impegnavano a difendere militarmente il regno; Masuna controlla le tribù dando agli individui chiave di queste, i capi tribali, onori e proprietà. Il regno assimilò tutte le caratteristiche culturali, militari e religiosi dell'Impero romano. Il regno si romanizzò, ne dà testimonianza anche la struttura amministrativa e i nomi delle varie cariche. Il mantenimento dell'identità romana avvenne anche nel Regno dell'Aurès dove il re Masties rivendicò il titolo di Imperator, mantenendo così la fiducia nei suoi confronti dei berberi e dei romani.

### L'Impero romano d'Oriente e i Vandali
I documenti bizantini che descrivono il Regno dei Vandali, precisano la trinità dei popoli che lo costituivano: Vandali, Alani e Mauri. Anche se alcuni Berberi avevano assistito i Vandali durante le loro conquiste in Africa, le rivolte berbere colpivano in maggioranza proprio loro e non gli altri; questa selezione favorì l'espansione di piccoli regni come quello dell'Aurès.
Un re berbero identificato dallo storico bizantino Procopio come Massonas, e ritenuto essere lo stesso Masuna, si alleò nel 535 d.C. con l'Impero romano d'Oriente nella guerra contro il regno dei Vandali. Quando il generale Belisario sbarcò con l'esercito in Nord Africa per ripristinare il dominio romano sulla regione, i governanti berberi si sottomisero volentieri all'Impero romano, chiedendo in cambio i simboli dei loro uffici; una corona d'argento, un bastone d'argento dorato, una tunica e gli stivali dorati. I vari regni berberi divennero degli stati clienti, seppur i re si sarebbero dimostrati ricalcitranti. I sovrani, poi, che non si trovavano direttamente a contatto con i confini dell'Impero, godevano di una maggiore autonomia rispetto a quelli adiacenti alla frontiera.
In seguito alla riconquista bizantina del Regno dei Vandali, i governatori locali iniziarono ad avere problemi con le varie tribù berbere. La provincia di Bizacena fu invasa e la guarnigione locale guidata dai comandanti Gaina e Rufino, fu sconfitta. Il prefetto pretoriano dell'Africa appena nominato, Salomone, rispose all'aggressione guidando un esercito di circa 18.000 uomini nel territorio della provincia. Dopo aver sconfitto i berberi, Salomone ritornò a Cartagine, e la sua assenza da Bizancena provocò un'ulteriore ribellione delle tribù. Il prefetto fu costretto a intervenire una seconda volta, sconfiggendoli ora in modo decisivo. I vari soldati berberi, ora disorganizzati, fuggirono verso la Numidia dove trovarono protezione e amicizia in Iabdas, re dell'Aurès.
Masuna, alleato dei bizantini, insieme ad Ortaias, re di un regno nell'ex provincia romana della Mauritania Sitifense, esortò Salomone a inseguire i berberi in Numidia, cosa che il prefetto fece. Salomone però non ingaggiò Iabdas in battaglia, diffidando della lealtà dei suoi alleati, e costruì invece una serie di fortificazioni lungo le strade che collegavano la provincia di Bizacena con la Numidia.
Masuna morì intorno al 535 e Mastigas (noto anche come Mastinas) divenne il nuovo re. Procopio afferma che Mastigas era un sovrano completamente indipendente che governava quasi l'intera ex provincia della Mauretania Cesariense, ad eccezione dell'ex-capitale provinciale, Cesarea, che era in territorio bizantino. I governanti del Regno Mauro-romano e di altri regni berberi, comunque, continuarono a considerarsi sudditi dell'Imperatore romano d'oriente (nel 535, Giustiniano I), anche quando si trovavano in guerra con l'Impero oppure compievano incursioni; la maggior parte dei sovrani berberi usavano titoli come dux o rex.

### Crollo
L'ultimo re noto fu Garmul, che resistete al dominio romano in Africa. Alla fine del 560, Garmul guidò delle incursioni nel territorio romano e, sebbene non riuscì a conquistare alcuna città, tre generali, il prefetto del pretorio Teodoro e i due magistri militum Teoctisto (nel 570 d.C.) e Amabile (nel 571 d.C.), secondo lo storico visigoto Giovanni di Biclaro, furono uccisi dall'esercito di Garmul. L'imperatore Tiberio II assegnò nuovamente a Tommaso il ruolo di prefetto d'Africa e l'abile generale Gennadio fu incaricato magister militum. Gennadio lanciò nel 577 una controoffensiva e riuscì a sconfiggere e a uccidere Garmul nel 578.
Con la morte di Garmul anche il regno mauro-romano incontrò lo stesso destino. L'Impero romano d'Oriente riconquistò alcuni territori del regno e in particolare il corridoio costiero delle vecchie province della Mauritania Tingitania e Mauritania Caesariensis. Sopravvissero solo alcuni regni frammentari e ribelli, che verranno spazzati via all'inizio del secolo successivo con le campagne militari del califfato Omayyade.

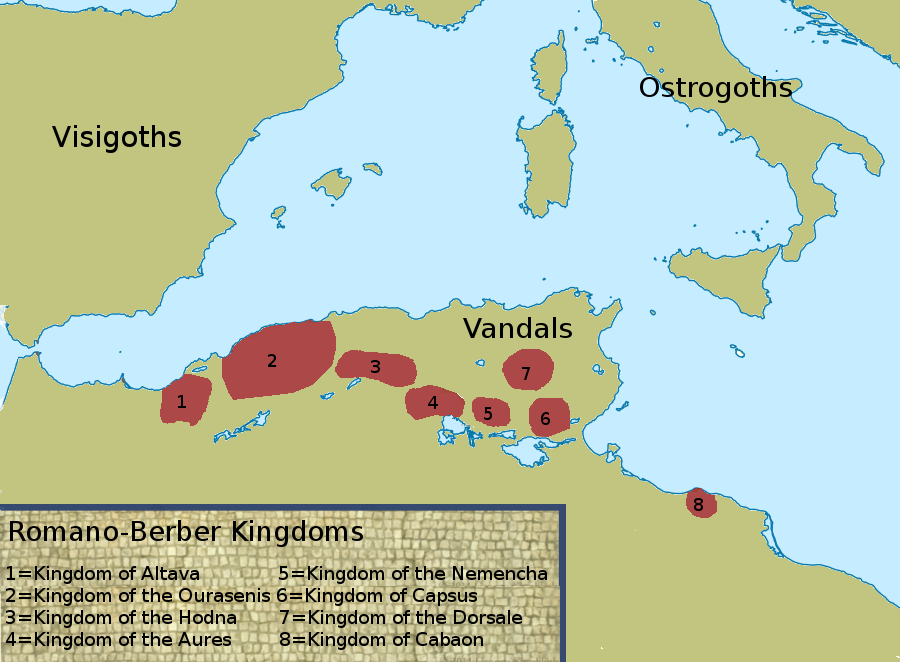
Frammentazione del regno mauro-romano poco prima e durante la riconquista bizantina.

## Elenco dei sovrani
| Monarca     | Regno        | Note |
| ----------- | ------------ | --- |
| Sconosciuto | c. 477 - 508 | Il primo sovrano conosciuto del regno mauro-romano è Masuna; si parla di lui per la prima volta in iscrizioni datate al 508 d.C. |
| Masuna      | c. 508 - 535 | Conosciuto anche come Massonas. Alleato con l'Impero romano d'Oriente durante la guerra vandalica, divenne alleato del Regno dell'Aurès. |
| Mastigas    | 535–541      | Conosciuto anche come Mastinas. Controllava l'intera antica provincia della Mauretania Caesariensis, fatta eccezione per l'antica capitale di Cesarea. |
| Stotzas     | 541–545      | Conosciuto anche come Stutias. Prima un ribelle romano, divenne re dopo aver sposato la figlia di un precedente re. Fu sconfitto e ucciso dai bizantini nel 545 d.C. |
| Giovanni    | 545–546      | Sostituì Stotzas quale governatore. Fu catturato e mandato in catene a Costantinopoli, dove si dice sia stato crocifisso. |
| Sconosciuto |              | Nessun sovrano conosciuto tra il 546 e il 570. |
| Garmul      | c. 570 - 578 | Conosciuto anche come Garmules. Invase le province bizantine del Nord Africa nel corso del decennio 570. La sua sconfitta e conseguente morte nel 578 segnò la fine del Regno dei Mauri e dei Romani, i cui territori divennero indipendenti e in parte furono riconquistati dall'Impero romano d'Oriente. |